# Hénonville
Hénonville és un municipi francès, situat al departament de l'Oise i a la regió dels Alts de França. L'any 2007 tenia 773 habitants.

## Demografia

### Població
El 2007 la població de fet de Hénonville era de 773 persones. Hi havia 281 famílies de les quals 63 eren unipersonals (12 homes vivint sols i 51 dones vivint soles), 97 parelles sense fills, 113 parelles amb fills i 8 famílies monoparentals amb fills.
La població ha evolucionat segons el següent gràfic:
Habitants censats

### Habitatges
El 2007 hi havia 314 habitatges, 288 eren l'habitatge principal de la família, 11 eren segones residències i 15 estaven desocupats. 291 eren cases i 23 eren apartaments. Dels 288 habitatges principals, 241 estaven ocupats pels seus propietaris, 40 estaven llogats i ocupats pels llogaters i 8 estaven cedits a títol gratuït; 2 tenien una cambra, 14 en tenien dues, 47 en tenien tres, 69 en tenien quatre i 157 en tenien cinc o més. 204 habitatges disposaven pel capbaix d'una plaça de pàrquing. A 114 habitatges hi havia un automòbil i a 149 n'hi havia dos o més.

### Piràmide de població
La piràmide de població per edats i sexe el 2009 era:
| Homes | Edats   | Dones |
| ----- | ------- | ----- |
| 4     | 95 o +  | 0     |
| 0     | 90 a 94 | 4     |
| 0     | 85 a 89 | 4     |
| 4     | 80 a 84 | 8     |
| 8     | 75 a 79 | 16    |
| 4     | 70 a 74 | 8     |
| 20    | 65 a 69 | 24    |
| 4     | 60 a 64 | 4     |
| 20    | 55 a 59 | 8     |
| 24    | 50 a 54 | 16    |
| 56    | 45 a 49 | 48    |
| 36    | 40 a 44 | 44    |
| 36    | 35 a 39 | 32    |
| 16    | 30 a 34 | 28    |
| 32    | 25 a 29 | 12    |
| 20    | 20 a 24 | 8     |
| 28    | 15 a 19 | 76    |
| 32    | 10 a 14 | 44    |
| 36    | 5 a 9   | 24    |
| 28    | 0 a 4   | 8     |

## Economia
El 2007 la població en edat de treballar era de 537 persones, 403 eren actives i 134 eren inactives. De les 403 persones actives 367 estaven ocupades (199 homes i 168 dones) i 37 estaven aturades (13 homes i 24 dones). De les 134 persones inactives 45 estaven jubilades, 46 estaven estudiant i 43 estaven classificades com a «altres inactius».

### Ingressos
El 2009 a Hénonville hi havia 291 unitats fiscals que integraven 772,5 persones, la mediana anual d'ingressos fiscals per persona era de 21.156 €.

### Activitats econòmiques
Dels 29 establiments que hi havia el 2007, 1 era d'una empresa alimentària, 6 d'empreses de fabricació d'altres productes industrials, 5 d'empreses de construcció, 4 d'empreses de comerç i reparació d'automòbils, 3 d'empreses de transport, 2 d'empreses d'hostatgeria i restauració, 1 d'una empresa immobiliària i 7 d'empreses de serveis.
Dels 7 establiments de servei als particulars que hi havia el 2009, 1 era un paleta, 2 fusteries, 1 lampisteria, 1 electricista, 1 restaurant i 1 agència immobiliària.
Dels 4 establiments comercials que hi havia el 2009, 1 era una botiga de més de 120 m², 1 una botiga de menys de 120 m², 1 una llibreria i 1 una botiga de mobles.
L'any 2000 a Hénonville hi havia 3 explotacions agrícoles.

## Equipaments sanitaris i escolars
El 2009 hi havia una escola elemental.

## Poblacions més properes
El següent diagrama mostra les poblacions més properes.